# Haurán
El Haurán (en árabe: حوران‎, romanizado: Ḥaurān; en latín: Auranitis) es una meseta volcánica al suroeste de Siria. La población del territorio es conocida como los hauranis y hablan un dialecto árabe llamado haurani. Su nombre deriva del arameo חורן (Hawran), que quiere decir "Tierra vacía".[cita requerida]

## Geografía

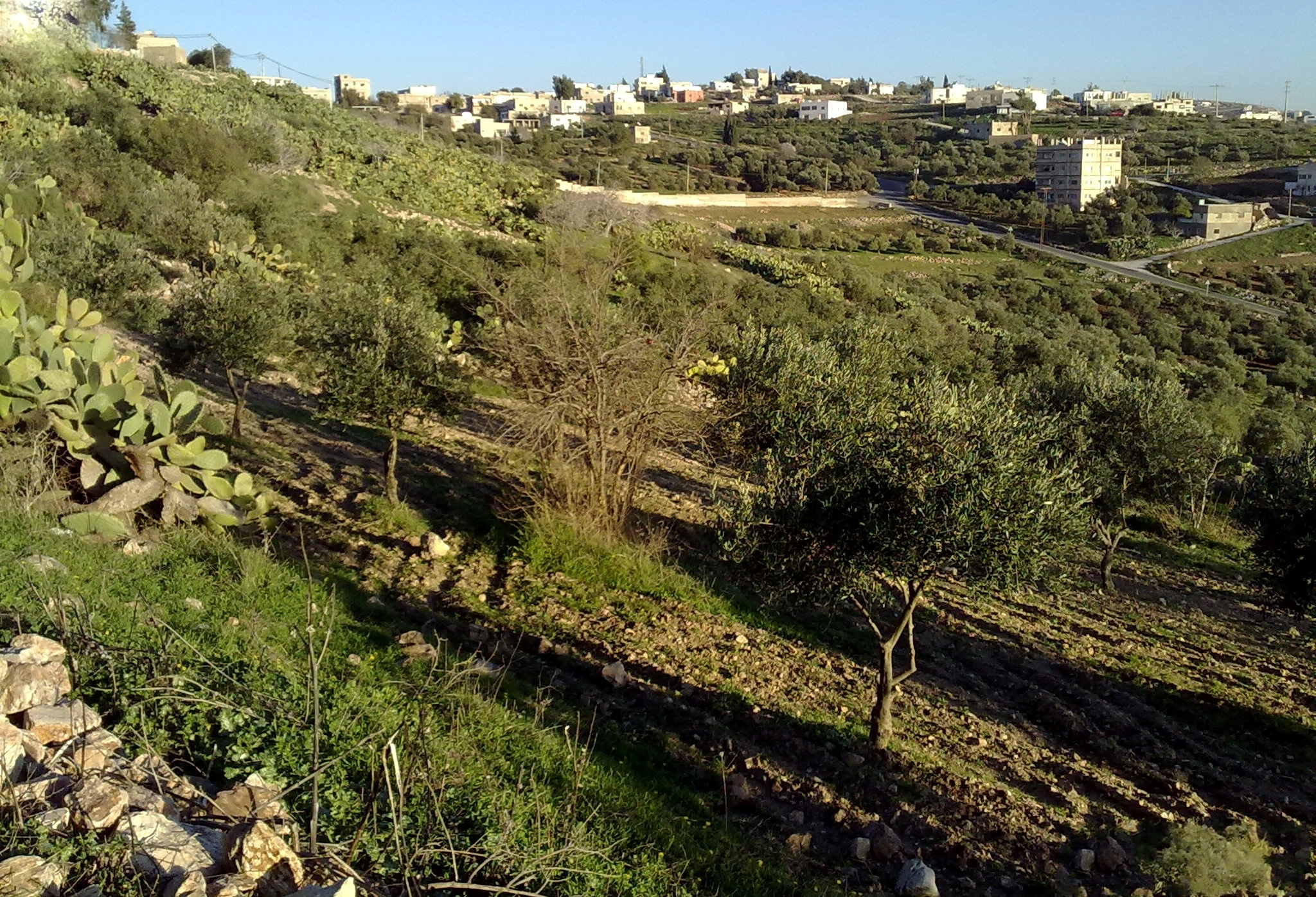
Ummesrareh Johfiyeh Jordan Ahmad Telfah

Geográficamente se extiende desde la línea que iría entre la ciudad de Damasco y el monte Hermón, al norte, hasta las montañas Adjlun en Jordania, al sur, incluyendo en el área centro y surocccidental los llamados Altos del Golán y en el área sur oriental Djebel Drus (Djabal al-Duruz). El río principal es el Yarmuk, afluente del río Jordán. En sentido más limitado, va de la meseta de Ladja (excluida) y la llanura de Damasco al norte hasta el río Yarmuk, al sur de Djawlan (Altos del Golán), al este hasta el Djabal al-Duruz (este territorio excluido), y al oeste hasta las gobernaciones de Kuneitra y de Daraa (100 km de norte a sur y 60 km de este a oeste). La altura media del corazón del territorio (el Nukra) es de 600 metros.

## Historia

### Antigüedad
Hauran ya es mencionado en las cartas de Amarna y el libro del Deuteronomio (III, 4-5). El nombre del territorio es generalmente el de Bashan. En la segunda mitad del segundo milenio fue ocupado por los judíos. Ezequiel menciona el territorio (47:16-18) a los límites del reino de Israel, disputado con Damasco. Fue conquistado por los asirios el 732 a. C.; Asiria y los neobabilonios la dominaron hasta el 610 a. C.
En el siglo VI a. C. pasó a los aqueménidas; en este tiempo los arameos colonizaron a fondo la región. El imperio persa dejó paso a los macedonios y después del dominio de Antígono el Tuerto, fue territorio de los seléucidas; al final del siglo II a. C. se crearon algunos poderes locales en la zona: los nabateos árabes que se establecieron al sur, sobre todo en Busra (Bosra) y Salkhad; la Traconítida (Ladja), la Auranítida (Habrán) y la Batanea (llanura de Habrán) fueron dominio seléucida hasta la conquista romana, mientras la región más occidental de la Gaulanítide formaba parte del reino de los judíos. En 69 a. C. estas regiones pasaron a los romanos y en el 64 a. C. a la provincia de Siria. Los romanos encargaron a los itureos del reino de Calcios el control de Iturea (al norte de Gaulanítida), que más tarde incorporó también Abila (nordeste de Iturea) y Traconítida, Batanea y Auranítida (este de Iturea); al sur de Gaulanítide se formó la Decápolis, un conjunto de provincias sirias muy helenizadas. Hacia el 20 a. C., extinta la dinastía local, Augusto concedió la región a Herodes el Grande, que murió en el 4 a. C. Su hijo, Herodes Filipo, lo sucedió como tetrarca de Bashan (que incluía Batanea, Iturea, Traconítida y Auranítida), mientras que Lisanias II (posible hijo de Lisanias I) aparece hacia el 15 d. C. gobernando la ciudad de Abila.
Todos estos territorios fueron finalmente anexionados por los romanos el siglo I, hacia el 106. La parte sur de Hauran formó entonces parte de la provincia de Arabia Pétrea, mientras la norte ya formaba parte de la provincia de Siria, aunque más tarde formó parte también de la provincia de Arabia y en el siglo III, de la provincia de Arabia Pétrea.

### Arabización
Los árabes poblaron progresivamente la región, especialmente durante el período bizantino. En el siglo V, los árabes seminómadas Banu Salih fueron sustituidos por los gasánidas, que dominaron la región al servicio de los bizantinos. En Hauran, los gasánidas fundaron al-Djabiya. El territorio se va a ir arabizando progresivamente y, al mismo tiempo, se van a ir perdiendo sus caracteres cristianos.
El septiembre del 634, después de la batalla del río Yarmuk, los musulmanes ocuparon Hauran. La población local apoyó a los omeyas y a su caída, en el 750, se produjo una revuelta dirigida por Habib ibn Musa, que fue sofocada por Abd Allah ben Ali, tío del califa abasida.

### Edad Media
En el siglo x sufrió severamente las incursiones de los cármatas y en el siglo XII, de los croatas, que saquearon varias veces la región y probaron a dominar las principales plazas fuertes, y la utilizaron también como vía hacia Damasco. El último ataque croata se produjo el año 1217. El 1244, las bandas de khwarizms del antiguo ejército del Corasmia, ahora al servicio de los ayubíes como mercenarios, asolaron el territorio; el 1260 aparecieron los mongoles, pero se retiraron después de su derrota en Ayn Djalut ante los mamelucos.
Bajo estos, Hauran estaba dividido en dos distritos: Hauran (Auranitida) y al-Bathaniyya, la antigua Batanea, ambos incluidos en la provincia de Damasco. Las capitales eran Bosra (Bosra) y Adhria; Salkhad formaba una niyaba con centro a la fortaleza del mismo nombre, dirigida por un amigo de los Aprincipales. El territorio de Ladja formaba un distrito separado, con capital en Zur. La ruta postal, que iba de Damasco a Gaza, pasaba por Hauran. Bosra era además un centro de caravanas de peregrinos. A partir del siglo XIV se introdujeron los Banu Rabia, nómadas que con el tiempo se hicieron sedentarios.

### Dominio otomano
En el siglo XVII, ya bajo dominio otomano, entraron los nómadas Anaz, grupo de los Banu Rabia, que expulsaron a los que se habían establecido hacia el oeste. Los que llegaban tuvieron que pagar una tasa. Las luchas entre los Anaza y sus antecesores duraba todavía al empezar el siglo XVIII, hasta que el pachá de Damasco puso fin a las mismas. Estas luchas hicieron desplazar al oeste el núcleo de concentración de los peregrinos. Bosra fue abandonada y sustituida por el-Muzayrib.

### Los drusos
En los siglos XVIII y XIX se instalaron en la región montañosa los drusos procedentes del Líbano del sur. Con el tiempo los drusos rechazaron hacia la llanura en los pueblos que allí vivían. El 1844 los drusos rehusaban el reclutamiento por el ejército otomano; al mismo tiempo la tribu Rwala entró al territorio y luchó contra los Anaza; el 1861 los drusos libaneses que habían participado en las matanzas de cristianos del 1860 se refugiaron en esta región montañosa y expulsaron a los últimos habitantes no drusos.
Al final del siglo XIX, los otomanos formaron una provincia que incluía Hauran, Nukra, Djaydur, Djawlan (Golan), Adjlun y Balka. La administración de esta provincia se sometió a los drusos. Se instalaron en el país colonias circassianes y chechenas y una seguridad relativa se estableció en la región. En la llanura los nómadas árabes dejaron de cobrar las tasas a los sedentarios. La vía férrea Damasco-Hedjaz supuso el final de las caravanas de peregrinos.
Hauran fue ocupado por las fuerzas árabes de Fáysal I de Irak del 1918 al 1920. El 24 de julio de 1920, después de la entrada de los franceses en Damasco, Hauran se sublevó, pero los franceses dominaron la región. En 1925 se produjo una revuelta general de los drusos en la Montaña Drusa, que fue reprimida con grandes esfuerzos por los franceses. Después volvió la tranquilidad.

### Hauran dentro de Siria
La zona fue inicialmente una provincia o liwa con capital a Adhria y formada por dos kada, con capitales en Adhria y Azra. Esta provincia tenía en 1933 una población de 83.000 habitantes (77.000 sedentarios en 110 pueblos); las poblaciones principales, además de las capitales de distrito, eran Bosra y Nawa. En 1946 se constituyeron las gobernaciones de Hauran y Djebel Drus, y en 1954 el nombre de la gobernación de Hauran se cambió a Daraa. La zona de los Altos del Golán, llamada Djawlan (que pertenecía a la gobernación de Damasco) se constituyó en provincia el 27 de agosto de 1964. Hoy en día, las principales ciudades son Bosra, Daraa, Irbid, Quneitra, Ramtha y Suweida.

## Mapas

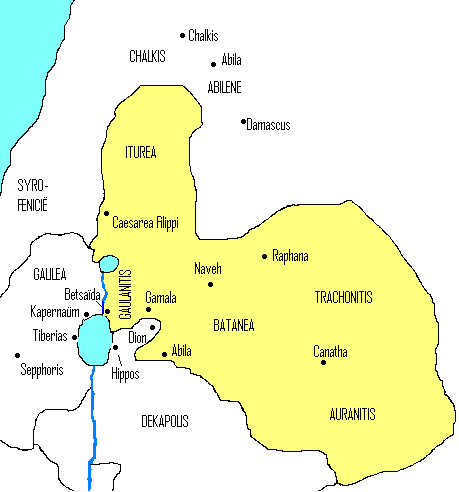
Iturea, Gaulanítide (Altos del Golán), Traconítide (Lajat), Auranítide (Hauran) y Batanaea en el siglo I d. C.
Palestina en tiempos de Herodes el Grande.
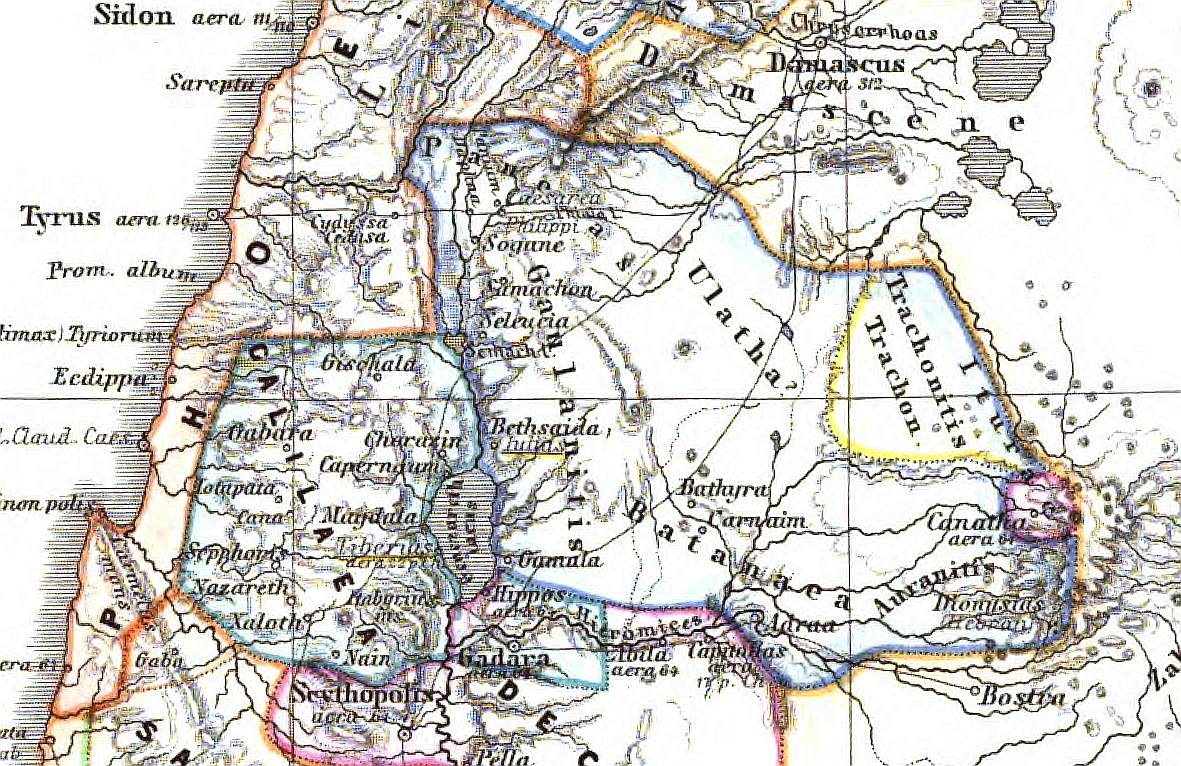
Geografía regional de Palestina, período romano, mapa de 1865.
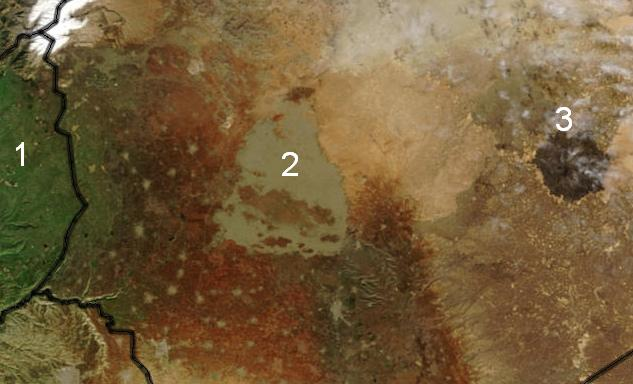
Altos del Golán (1), Traconítide (2).
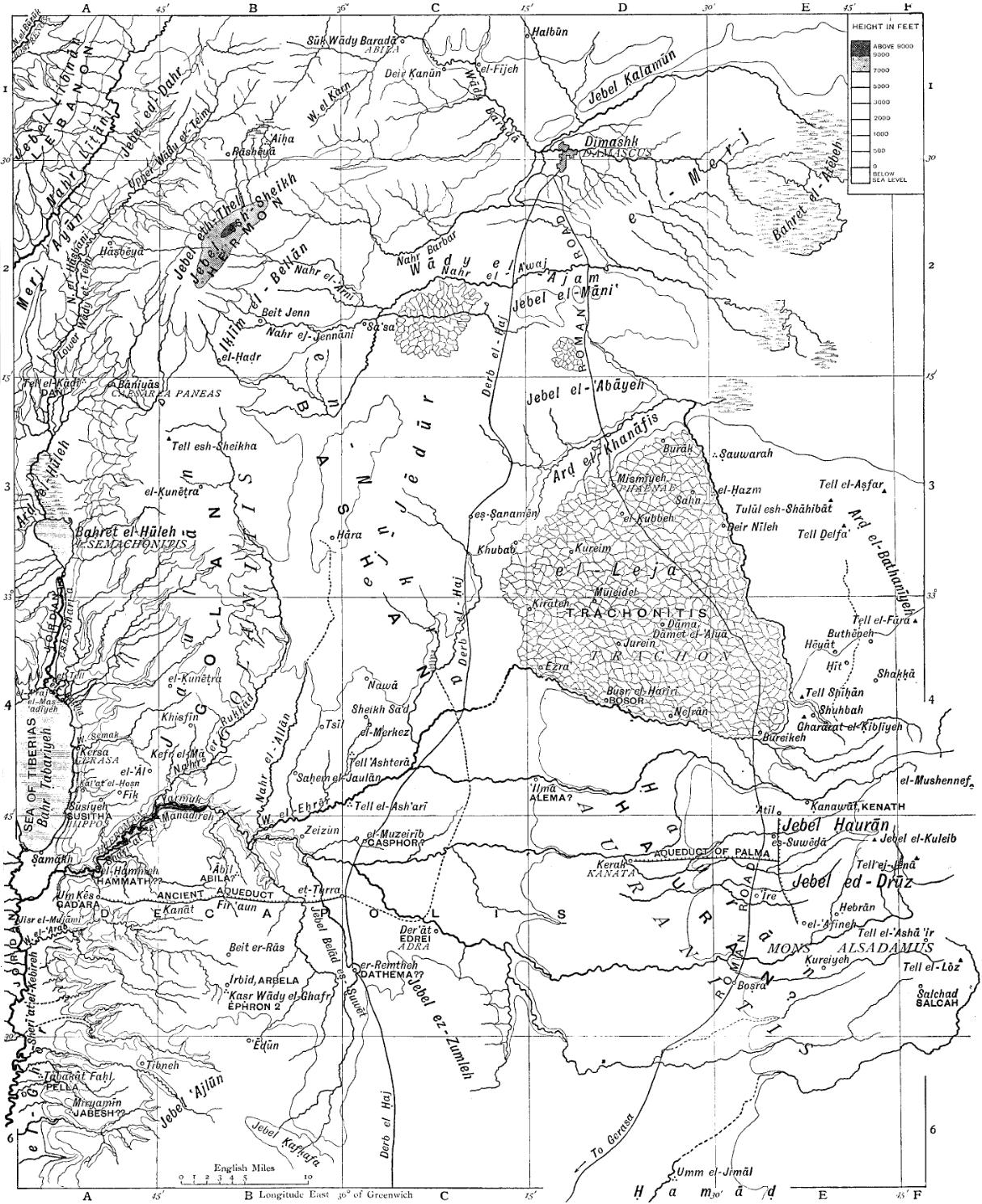
"Golan, Bashan, Trachonitis, Hauran (?)" en el mapa de la Encyclopaedia Biblica (1903).
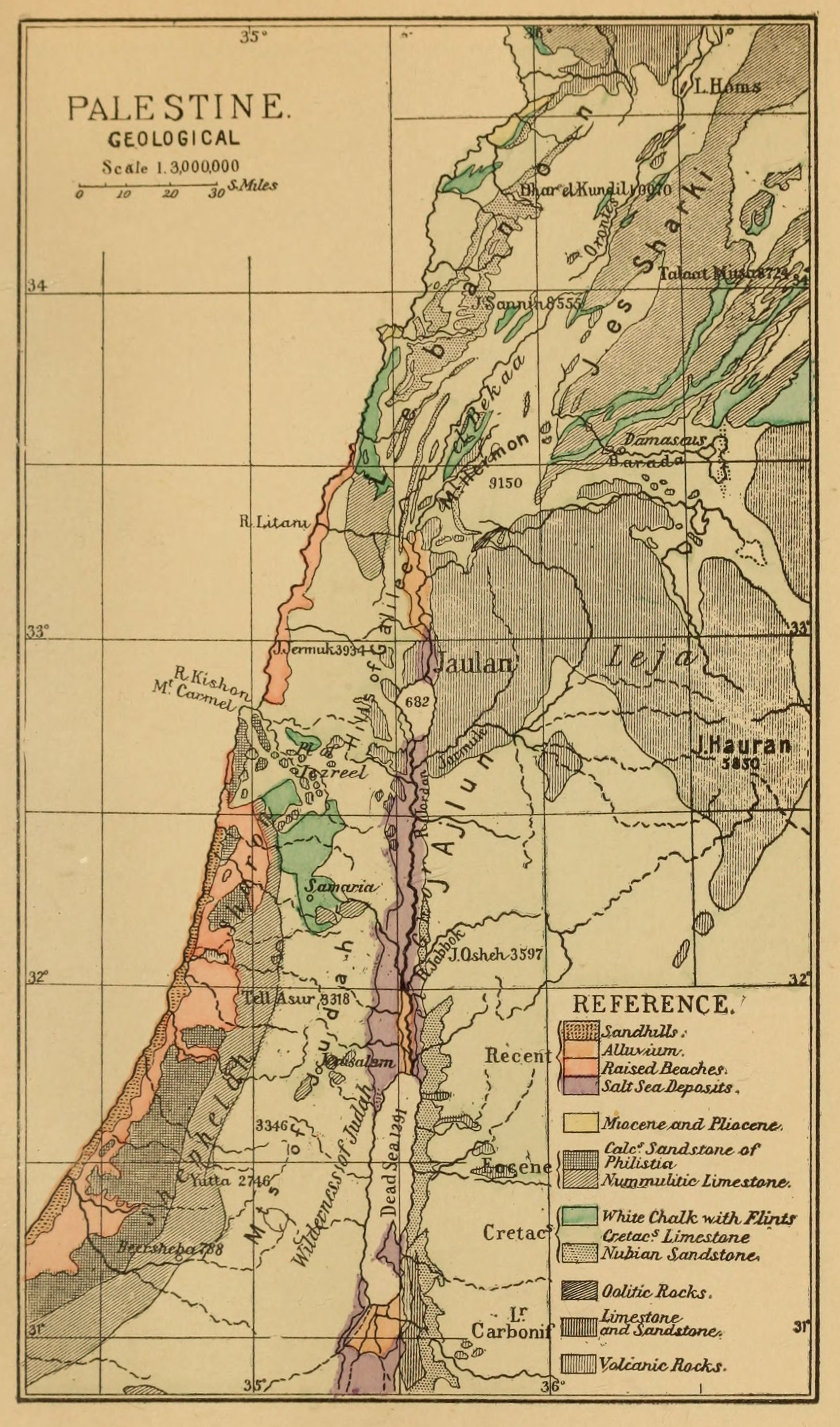
Claude Reignier Conder, Palestina, mapa geológico (1889).
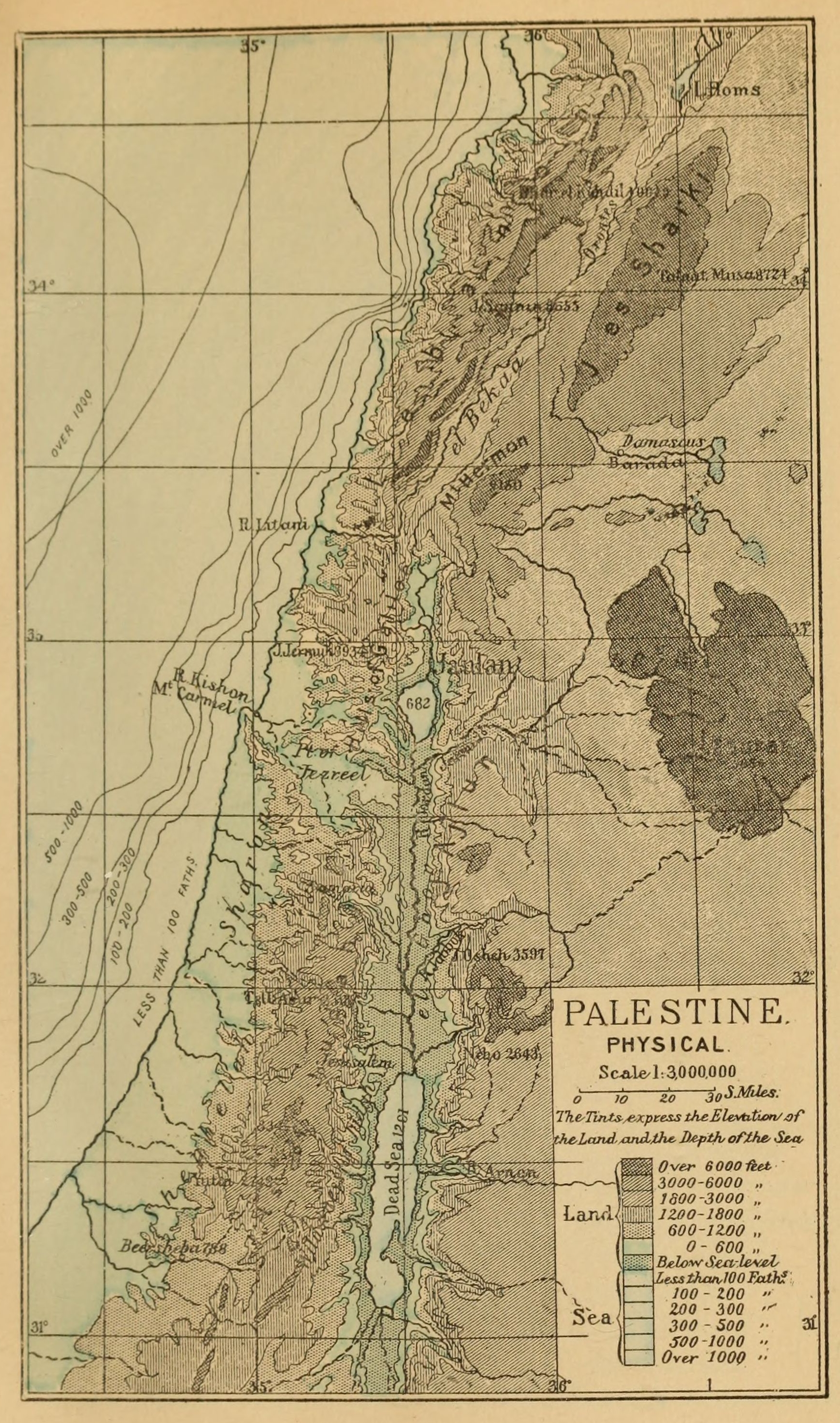
Claude Reignier Conder, Palestina física: Traconítide y Hauran (1889).
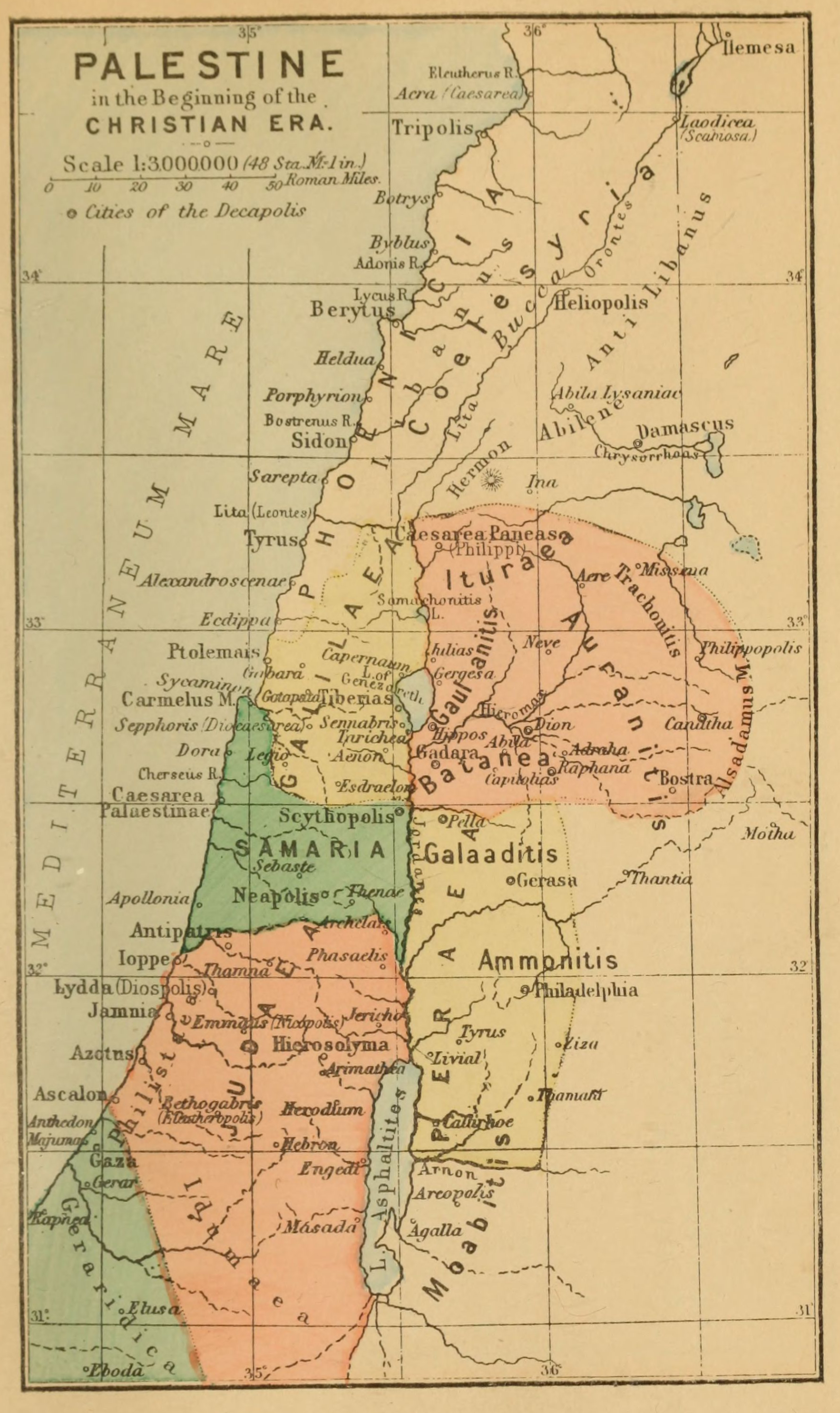
Claude Reignier Conder, Palestina en la Era cristiana, Auranítide (1889).
Palestina en tiempos de Herodes y Jesús (40 d. C. Mapa de 1912).